# Lotus Symphony
Lotus Symphony（ロータス シンフォニー）は、2007年にIBMが発売したオフィススイートである。後に無償提供となり、2013年にApacheソフトウェア財団に寄贈し開発終了した。
Lotus Symphonyは、ワープロソフトの Lotus Symphony Documents、表計算ソフトの Lotus Symphony Spreadsheets、プレゼンテーションソフトの Lotus Symphony Presentation から構成され、OpenOffice.orgとほぼ同等の機能を備え、英語・日本語・フランス語・中国語など26カ国語に対応した。
OpenOffice.orgとEclipseを基にIBMが改良した製品で、各種プラグイン用の開発キットも提供された。
2011年7月14日、IBMはLotus SymphonyのソースコードをApache OpenOfficeプロジェクトへ寄贈することを発表、2013年の初頭には既在の使用者にIBM版Apache OpenOfficeへの移行を促す発表がされ、開発は事実上終了した。

## 特徴
- OpenDocumentに対応
- Microsoft Officeのファイルを開いた場合の再現性が、OpenOffice.orgよりも高い場合がある
  - バージョン1.3よりMicrosoft Office 2007のファイルもインポート可能となった
- タブブラウザのようなタブ切り替え機能(OpenOffice.orgにもない機能)

## 対応OS
Lotus Symphonyは、下記のオペレーティングシステム (OS) において動作する。
- Linux
  - SUSE Linux
  - Red Hat Enterprise Linux
  - Ubuntu
- Mac OS X
- Windows
  - Windows XP
  - Windows Vista
  - Windows 7

## 開発
バージョン 3.0
2010年10月21日、OpenOffice.org 3のソースコードに基づくバージョン 3.0をリリース。VBAスクリプトおよびODF 1.2標準、Office 2007 OLEに対応した。
バージョン 3.0.1
2012年1月18日、バージョン 3.0.1をリリース。いくつかの不具合が修正された。